# 普里布拉姆足球俱樂部
普里布拉姆足球俱樂部（1. FK Příbram）是捷克的一家足球俱樂部。主場位於普里布拉姆。球隊參加捷克足球甲級聯賽的賽事。

## 外部連結
- Official site （页面存档备份，存于） （捷克文）